# شاگرد ستاره
شاگرد ستاره (به انگلیسی: The Star Boarder) یا (The Landlady's Pet) فیلمی کوتاه و صامت، به کارگردانی جورج نیکولز با بازی چارلی چاپلین و تولید سال ۱۹۱۴ است.

## بازیگران
- چارلی چاپلین - شاگرد ستاره
- مینتا دارفی - زن مهمانخانه دار
- ادگار کندی - شوهر زن مهمانخانه دار
- گوردون گریفیث - پسر آنها
- آلیس دونپورت - دوست زن مهمانخانه دار
- بیلی گیلبرت
- جس دندی